# 162
Het jaar 162 is het 62e jaar in de 2e eeuw volgens de christelijke jaartelling.

## Gebeurtenissen

### Syrië
- Keizer Lucius Verus verplaatst enkele Romeinse legioenen gelegerd aan de Rijn- en Donaugrens (Limes) naar het Oosten.

### Brittannië
- Na felle aanvallen van de Picten, verlaat het Romeinse leger de Muur van Antoninus (Schotland) en trekt zich terug achter de Muur van Hadrianus.